# هيكتور أكونا
هيكتور أكونا (بالإسبانية: Héctor Acuña)‏ هو لاعب كرة قدم أوروغواياني في مركز الهجوم، ولد في 27 أكتوبر 1981 في مونتفيدو في الأوروغواي. لعب مع التانك سيلي وجيمناسيا لابلاتا وديبورتيس توليما وديفينسور سبورتينغ ورامبلا جونيورز وميرامار ميشنس ونادي راسينغ مونتيفيديو ونادي شيلبورن ونادي ليفربول ونادي ماراثون.

## وصلات خارجية
- هيكتور أكونا على موقع قاعدة بيانات كرة القدم.إي يو (الإنجليزية)
- هيكتور أكونا على موقع Soccerway.com (الإنجليزية)
- هيكتور أكونا على موقع AS.com (الإسبانية)